# Roger Miller
Roger Dean Miller (Fort Worth, 2 de janeiro de 1936 — Los Angeles, 25 de outubro de 1992) foi um cantor, compositor, músico e ator norte-americano. Entre seus hits mais conhecidos estão "King of the Road", "Dang Me" e "England Swings", todos de sua era Nashville sound de meados da década de 1960.
Morreu em 1992 em decorrência de um câncer.

## Discografia selecionada

### Álbuns principais
- Roger and Out (1964)
- The Return of Roger Miller (1965)
- The 3rd Time Around (1965)
- Words and Music (1966)
- Walkin' in the Sunshine (1967)
- A Tender Look at Love (1968)
- Roger Miller (1969)
- Roger Miller Featuring Dang Me! (1969)
- A Trip in the Country (1970)
- Roger Miller 1970 (1970)
- Dear Folks, Sorry I Haven't Written Lately (1973)
- Celebration (1976)
- Painted Poetry (1977)
- Off the Wall (1978)
- Waterhole #3 (1978)
- Making a Name for Myself (1979)
- Old Friends  (com Willie Nelson)  (1982)
- The Country Side of Roger Miller (1986)
- Green Green Grass of Home (1994)

### Singles n° 1
Gravados e lançados por Roger Miller
- "Dang Me" (1964)
- "King of the Road" (1965)
- "England Swings" (1966)

Gravados e lançados por outros artistas
- "Billy Bayou" – Jim Reeves (1958)
- "Don't We All Have the Right" – Ricky Van Shelton (1988)
- "Tall, Tall Trees" – Alan Jackson (1995)
- "Husbands and Wives" – Brooks & Dunn (1998)

### Clássicos
- "Chug a Lug" (1964)
- "You Can't Rollerskate in a Buffalo Herd" (1965)
- "Do-Wacka-Do" (1965)
- "My Uncle Used to Love Me (But She Died)" (1966)